# سارالانج (هادروت)
سارالانج (ارمنی: Սարալանջ) یک منطقهٔ مسکونی در جمهوری آرتساخ است که در استان هادروت واقع شده‌است.